# 안드레 가임
안드레 콘스탄틴 가임 경(네덜란드어: Andre Konstantin Geim, FRS, 러시아어: Андрей Константинович Гейм 안드레이 콘스탄티노비치 게임[*], FRS, 1958년 10월 1일~)은 소비에트 연방에서 태어나서 네덜란드와 영국을 오가며 활동하고 있는 물리학자다. 2010년에 인공 나노 물질인 그래핀(graphene)에 대한 업적을 인정받아 콘스탄틴 노보셀로프와 함께 노벨 물리학상을 받았다.
한편 2000년에 개구리를 자기부상 시키는 연구를 하여 이그 노벨상을 수상하기도 했다. 가임은 노벨상과 이그 노벨상을 모두 수상한 유일한 사람이기도 하다.

## 서훈
- 2012년 최하위 훈작사(기사작위) 서임
- 러시아 과학아카데미 박사학위취득